# International Exchange
International Exchange è un cortometraggio muto del 1905 diretto da Lewin Fitzhamon. Una pantomima di propaganda politica che dimostra gli svantaggi del libero scambio messo a confronto con la politica protezionistica.

## Trama
John Bull, per commerciare con l'estero, avvia un sistema di tariffe. Bussa alle porte di Germani, Francia, America e Russia: ma le porte restano chiuse finché non è costretto a pagare un tributo molto salato. Nel frattempo, gli altri stati entrano ed escono liberamente dalla Gran Bretagna, esportando i loro prodotti senza restrizioni. Finalmente John Bull si rende conto di ciò che sta succedendo e se ne va sbattendo la porta. Così, quando si presenta lo zio Sam con i suoi prodotti, gli viene sbattuta la porta in faccia: lui ne resta traumatizzato e presto la notizia si diffonde anche negli altri mercati. Gli affari riprendono, ma quando ogni paese porta i suoi prodotti, deve pagare una tariffa. Due ragazze, che rappresentano un il Canada, l'altra l'India, gioiscono con John Bull. La Britannia è seduta davanti alla scritta "libero scambio" e guarda verso una ragazza che indossa una cintura con su scritto "fiera commerciale".

## Produzione
Il film fu prodotto dalla Hepworth.

## Distribuzione
Distribuito dalla Hepworth, il film - un cortometraggio della lunghezza di 83,8 metri - uscì nelle sale cinematografiche britanniche nel novembre 1905. Non si hanno altre notizie del film che si ritiene perduto, forse distrutto nel 1924 quando il produttore Cecil M. Hepworth, ormai fallito, cercò di recuperare l'argento del nitrato fondendo le pellicole.